# Pascal Rousseau
Pour les articles homonymes, voir Rousseau.
Pascal Rousseau est un footballeur français né le 4 mars 1962 à Paris. Il est gardien de but dans les années 1980 et 1990.

## Biographie
Pascal Rousseau est formé au Paris FC. Il fait ses débuts en équipe première à 17 ans. En mai 1980, il dispute le championnat d'Europe juniors avec l'équipe de France. Parmi ses coéquipiers figurent Claude Puel, Daniel Bravo et Laurent Paganelli. Les Bleuets sont éliminés en phase de poule. Il signe son premier contrat professionnel à l'été 1980. Avec l'équipe de France espoirs il dispute le Tournoi de Toulon en 1981. En 1982 il est prêté par le Racing Paris 1 à l'US Valenciennes-Anzin. 
Il est connu pour avoir créé sa propre ligne de vêtements de gardien de but. 
Dans les années 2000 il est membre du comité directeur de l'UNFP. 
En septembre 2009, il fait le vernissage du premier CD de son groupe « Dilone », dont il est le chanteur. Il en écrit lui-même les textes. Le nom du groupe rend hommage à sa sœur.
Depuis septembre 2019, il souffre d'amnésie dissociative.

## Carrière de joueur
- 1974-1982 :  Paris FC
- 1982-1984 :  US Valenciennes-Anzin
- 1984-1986 :  RC Paris
- 1986-1987 :  Lille OSC
- 1987-1989 :  Stade lavallois
- 1989-1990 :  Olympique de Marseille
- 1990-1991 :  Stade de Reims
- 1991-1995 :  Stade rennais
- 1995-1996 :  US Créteil
- 1996-1997 :  US Endoume
- 1996-1998 :  FC Erevan
- 1998-2000 :  Étoile Carouge FC
- 2000-2001 :  Yverdon-Sport FC
- 2001-2003 :  Perly[6]

## Carrière d'entraîneur
- 2008-.. :  FC Haute-Gruyère (entraîneur des gardiens)

## Palmarès
- Champion de France en 1990 avec l'Olympique de Marseille
- Champion de France de Division 2 en 1986 avec le RC Paris
- Champion d'Arménie en 1997 avec Erevan.
- Vainqueur de la Coupe Nationale Cadets en 1978 avec le Paris FC